# Cratere Afekan
Afekan è un cratere sulla superficie di Titano.